# العلاقات السويسرية الكينية
العلاقات السويسرية الكينية هي العلاقات الثنائية التي تجمع بين سويسرا وكينيا.

## مقارنة بين البلدين
هذه مقارنة عامة ومرجعية للدولتين:
| وجه المقارنة                                              | سويسرا                                                                                      | كينيا                         |
| --------------------------------------------------------- | ------------------------------------------------------------------------------------------- | ----------------------------- |
| المساحة (كم2)                                             | 41.28 ألف                                                                                   | 581.31 ألف                    |
| عدد السكان (نسمة)                                         | 8.21 مليون                                                                                  | 48.47 مليون                   |
| الكثافة السكانية (ن./كم²)                                 | 198.89                                                                                      | 83.38                         |
| العاصمة                                                   | برن                                                                                         | نيروبي                        |
| اللغة الرسمية                                             | اللغة الألمانية، اللغة الإيطالية، لغة فرنسية، اللغة الرومانشية، الألمانية السويسرية الموحدة | اللغة السواحلية، لغة إنجليزية |
| العملة                                                    | فرنك سويسري                                                                                 | شيلينغ كيني                   |
| الناتج المحلي الإجمالي (بليون دولار)                      | 678.89 مليار                                                                                | 74.94 مليار                   |
| الناتج المحلي الإجمالي (تعادل القوة الشرائية) بليون دولار | 518.07 مليار                                                                                | 142.24 مليار                  |
| الناتج المحلي الإجمالي الاسمي للفرد دولار أمريكي          | 80.94 ألف                                                                                   | 1.38 ألف                      |
| الناتج المحلي الإجمالي للفرد دولار أمريكي                 | 59.54 ألف                                                                                   | 2.95 ألف                      |
| مؤشر التنمية البشرية                                      | 0.930                                                                                       | 0.548                         |
| رمز المكالمات الدولي                                      | +41                                                                                         | +254                          |
| رمز الإنترنت                                              | .ch، .swiss ‏                                                                                | .ke                           |
| المنطقة الزمنية                                           | توقيت وسط أوروبا، ت ع م+01:00، ت ع م+02:00، أوروبا/زيورخ ‏                                   | ت ع م+03:00                   |

## منظمات دولية مشتركة
يشترك البلدان في عضوية مجموعة من المنظمات الدولية، منها:
| علم المنظمة | اسم المنظمة                               | تاريخ انضمام سويسرا | تاريخ انضمام كينيا |
| ----------- | ----------------------------------------- | ------------------- | ------------------ |
|             | مؤسسة التمويل الدولية                     | 29 مايو 1992        | 3 فبراير 1964      |
|             | منظمة حظر الأسلحة الكيميائية              | ?                   | ?                  |
|             | يونسكو                                    | 28 يناير 1949       | 7 أبريل 1964       |
|             | البنك الإفريقي للتنمية                    | ?                   | ?                  |
|             | الأمم المتحدة                             | 10 سبتمبر 2002      | 16 ديسمبر 1963     |
|             | الاتحاد الدولي للاتصالات                  | 1866                | 11 أبريل 1964      |
|             | منظمة الشرطة الجنائية الدولية             | ?                   | ?                  |
|             | البنك الدولي للإنشاء والتعمير             | 29 مايو 1992        | 3 فبراير 1964      |
|             | الاتحاد البريدي العالمي                   | ?                   | ?                  |
|             | مؤسسة التنمية الدولية                     | 29 مايو 1992        | 3 فبراير 1964      |
|             | منظمة التجارة العالمية                    | ?                   | 1995               |
|             | الفريق المعني برصد الأرض                  | ?                   | ?                  |
|             | المركز الدولي لتسوية المنازعات الاستشارية | 14 يونيو 1968       | 2 فبراير 1967      |
|             | وكالة ضمان الاستثمار متعدد الأطراف        | 12 أبريل 1988       | 28 نوفمبر 1988     |

## وصلات خارجية
- موقع وزارة الخارجية السويسرية
- موقع وزارة الخارجية الكينية